# باشگاه فوتبال اوئسکا
باشگاه فوتبال اوئسکا (اسپانیایی: SD Huesca‎) یک باشگاه فوتبال اسپانیایی است که در سال ۱۹۶۰ در اوئسکا تأسیس شده‌است و در لالیگا بازی می‌کند و بازی‌های خانگی خود را در ورزشگاه ال الکورا که ۷٬۵۰۰ نفر ظرفیت دارد برگزار می‌کند.
این باشگاه در سال ۲۰۱۸ توانست برای اولین بار در طول تاریخ خود به لالیگا صعود کند؛ و در همان سال آخر جدول لالیگا شد و به لا لیگا ۲ سقوط کرد.

## تاریخچه
در سال 1910 Huesca CF با سانتوس سولانا به عنوان رئیس‌جمهور متولد شد. ۱۶ سال بعد پس از پیوستن به فدراسیون فوتبال سلطنتی اسپانیا در سال ۱۹۲۲، اما در سال ۱۹۲۹، CD Huesca، که به نام Unión Deportiva در سال ۱۹۴۰ تغییر نام داد، جای خود را گرفت، اما در سال ۱۹۵۶، به دلیل مشکلات مالی، این باشگاه دوباره تقریباً منحل (نیمه منحل یا ناپدید) شد. لورنزو لرا اولین مؤسسه باشگاه بود که در فدراسیون با بلاوراکولورها ثبت نام کرد، زیرا هواداران بارسلونا به عنوان مؤسسان این باشگاه حضور داشتند. یکی از اولین بازیهای مرجع کتبی، یک دربی محلی علیه بوسکو FC بود که ۳–۵ ضربه از دست داد. در اواسط دهه ۱۹۲۰ این باشگاه حرفه‌ای شد و در سال ۱۹۲۶ یک بازی با بارسلونا در ویلای ایزابل در یک قرعه کشی ۲–۲ انجام گرفت. در سال 1951 Huesca برای اولین بار به Segunda División رسید. در تاریخ ۲۹ مارس ۱۹۶۰، Sociedad Deportiva Huesca متولد شد، اولین بار در سال ۱۹۷۷ در Segunda División B بازی کرد. در سال ۲۰۰۶، این باشگاه دومین بار در Copa Federación de España افتتاح شد و به Puertollano رسید. در همان فصل، پس از بازی دراماتیک مقابل کاستیلو، به تدریج از تساوی تیم تراسا دیلیسون جلوگیری کرد. در رقابت سال ۲۰۰۶–۰۷، باشگاه به مرحله دوم صعود به مرحله دوم صعود کرد و یک فینال دو پا در برابر کوردوبا CF را از دست داد. در فصل بعد، آن را به «دسته نقره» بازگشت. فصل دوم ۲۰۰۸–۰۹ به‌طور منظم برای Huesca بود، با وضعیت لیگ جدید که با بسیاری از دور برگزار شد. روبن کاسترو که توسط Deportivo La Coruña وام گرفته شده بود، یکی از مهم‌ترین بازیکنان در این رقابت‌ها بود، ۱۴ گل زده، نهمین گل در لیگ. رکورد در پایان فصل ۲۰۱۲–۲۰۱۳ به پایان رسید، اما پس از پایان مرحله اول و در نهایت پیروزی دو بر یک مقابل دروازه والنسیا، باشگاه به Segunda División بازگشت. پس از فصل ۲۰۱۶–۱۷، هوسا برای نخستین بار از لیگ قهرمانان در لیگ قهرمانان استفاده کرد، اما در مرحله نیمه نهایی توسط کاترپیلار حذف شد. در فصل ۲۰۱۷–۱۸ هوسا برای اولین بار در تاریخ خود پس از پیروزی ۲–۰ مقابل لوگو، به لالیگا ارتقا یافت.

## ترکیب فعلی
تا تاریخ ۷ اوت ۲۰۱۸
| شماره |              | پست       | بازیکن اویسکا                      |
| ----- | ------------ | --------- | ---------------------------------- |
| 2     | اسپانیا      | هافبک     | موی گومز (قرضی از اسپورتینگ گیخون) |
| 5     | اسپانیا      | هافبک     | خوان آگویلرا                       |
| 7     | اسپانیا      | هافبک     | داوید فریرو                        |
| 8     | اسپانیا      | هافبک     | گونزالو ملرو                       |
| 9     | کلمبیا       | مهاجم     | کاچو هرناندز (قرضی از واتفورد)     |
| 10    | اسپانیا      | هافبک     | خوانژو کاماچو (Captain)            |
| 11    | اسپانیا      | مهاجم     | آلخاندرو گالار فالگوئرا            |
| 13    | اسپانیا      | دروازه‌بان | روبرتو سانتاماریا                  |
| 14    | اسپانیا      | مدافع     | خورخه پولیدو                       |
| 15    | گینه استوایی | مدافع     | کارلوس آکاپو                       |
| 16    | آرژانتین     | هافبک     | ازکوئل آویلا (قرضی از سن‌لورنزو)    |

| شماره |          | پست       | بازیکن                                  |
| ----- | -------- | --------- | --------------------------------------- |
| 20    | صربستان  | مدافع     | راجکو برژانچیچ                          |
| 22    | اسپانیا  | هافبک     | لوئیز ساسترو                            |
| —     | آرژانتین | دروازه‌بان | الکس ورنر (قرضی از اتلتیکو مادرید)      |
| —     | اسپانیا  | مدافع     | ژابیر اتکسینا (قرضی از اتلتیکو بیلبائو) |
| —     | اسپانیا  | مدافع     | پابلو اینسوا (قرضی از شالکه)            |
| —     | پرتغال   | مدافع     | لوئیز کارلوس                            |
| —     | اسپانیا  |           |                                         |
| —     | پرتغال   | مدافع     | روبن سمدو (قرضی از ویارئال)             |
| —     | آرژانتین | هافبک     | دامیان موستو (قرضی از Club)             |
| —     | ترکیه    | هافبک     | سردار گورلر                             |
| —     | هندوراس  | مهاجم     | جاناتان تورو                            |
| —     | ایتالیا  | مهاجم     | ساموئل لونگو (قرضی از اینتر میلان)      |